# تشارلي هارتلي
تشارلي هارتلي (13 فبراير 1873 - 14 نوفمبر 1927) (بالإنجليزية: Charlie Hartley)‏ هو لاعب كريكت بريطاني.